# Suður-Þingeyjarsýsla
Suður-Þingeyjarsýsla est un comté islandais, situé dans la région de Norðurland eystra. 